# Philipp Christoph von Sötern

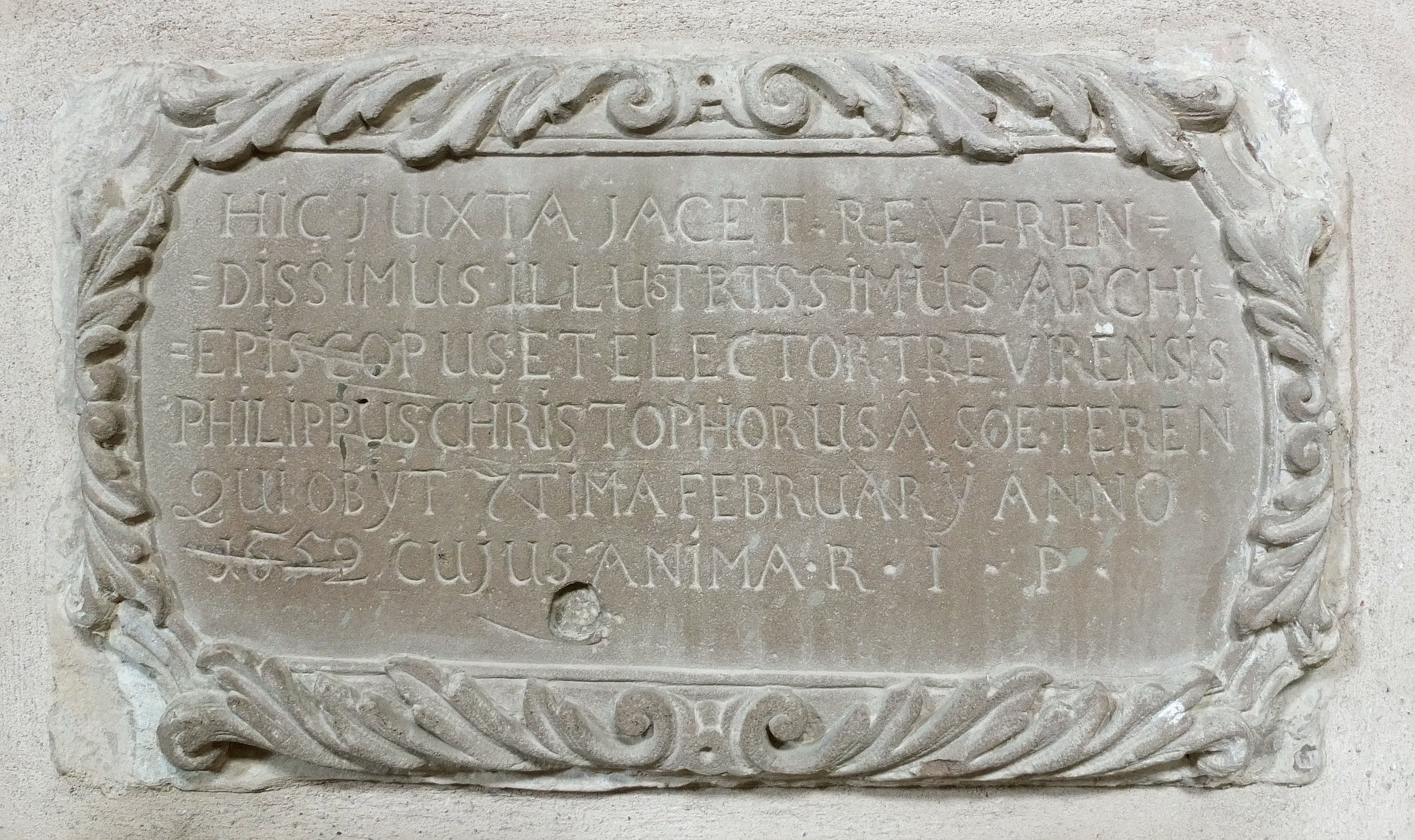
Épitaphe dans la cathédrale Saint-Pierre de Trèves

Philipp Christoph von Sötern (né à Kastellaun le 11 décembre 1567 et mort à Trèves le 7 février 1652) fut évêque de Spire en 1610 et archevêque, prince-électeur de Trèves à partir de 1623 jusqu'à 1651.
Il mena, pendant la guerre de Trente Ans une politique nettement favorable aux intérêts français qui lui valurent d’être enlevé et emprisonné sur ordre de l'empereur Ferdinand II en 1635. Cet événement détermina l’entrée en guerre de la France.

## Biographie

### Jeunesse et ascension
Le futur prince-archevêque était le fils d’un père protestant et d’une mère catholique et il fut baptisé dans le culte luthérien. Cependant, sous l’influence de sa mère et d’un oncle qui était chanoine de la cathédrale de Trèves, il se convertit tout jeune au catholicisme. Pendant son adolescence, il fut élève dans une école tenue par les Jésuites. Ses études le menèrent aux doctorats en droit civil et en droit canon. Et, âgé seulement de 17 ans, il devint chanoine de Trèves et, plus tard, de Mayence et de Spire.
En tant que curé de la cathédrale de Trèves, charge qu’il détint à partir de 1604, il montra des qualités de diplomate et de conseil dans des controverses de nature juridique qui concernaient l’Électorat. C’est pourquoi il fut pressenti pour de plus hautes fonctions : tout d’abord, en 1609, il devint coadjuteur et, en 1610, évêque titulaire du siège de Spire. Il reçut sa consécration épiscopale seulement en 1612.

### Premières années en tant qu’évêque
Dans le but de protéger l’évêché de Spire contre les entreprises françaises, Sötern fit édifier, entre autres, la forteresse de Philippsburg. Ici, comme plus tard dans l’archevêché de Trèves dont il devint titulaire en 1623, il s'attacha à promouvoir une politique favorable à la Contre-Réforme et de re-catholicisation volontariste, comme son futur adversaire l’empereur Ferdinand II.
Dans ces deux évêchés, et particulièrement dans celui de Trèves, il établit une lourde politique fiscale, pour financer une administration tâtillonne et, surtout, la construction d'un palais archiépiscopal somptueux qui ne devait être terminé qu'en 1629. De plus, par un népotisme qui ne se dissimulait pas, il exigea l'attribution de postes importants à des membres de sa famille. Tout ceci aboutit à lui susciter une opposition parmi les membres du chapitre et de la population de l'archevêché. C'est ainsi qu'il finit par se mettre à dos des catholiques convaincus qui rejoignirent le camp des opposants à l'empereur et devinrent ipso facto des alliés objectifs des puissances protestantes dans les développements de la guerre de Trente Ans.

### La guerre de Trente Ans

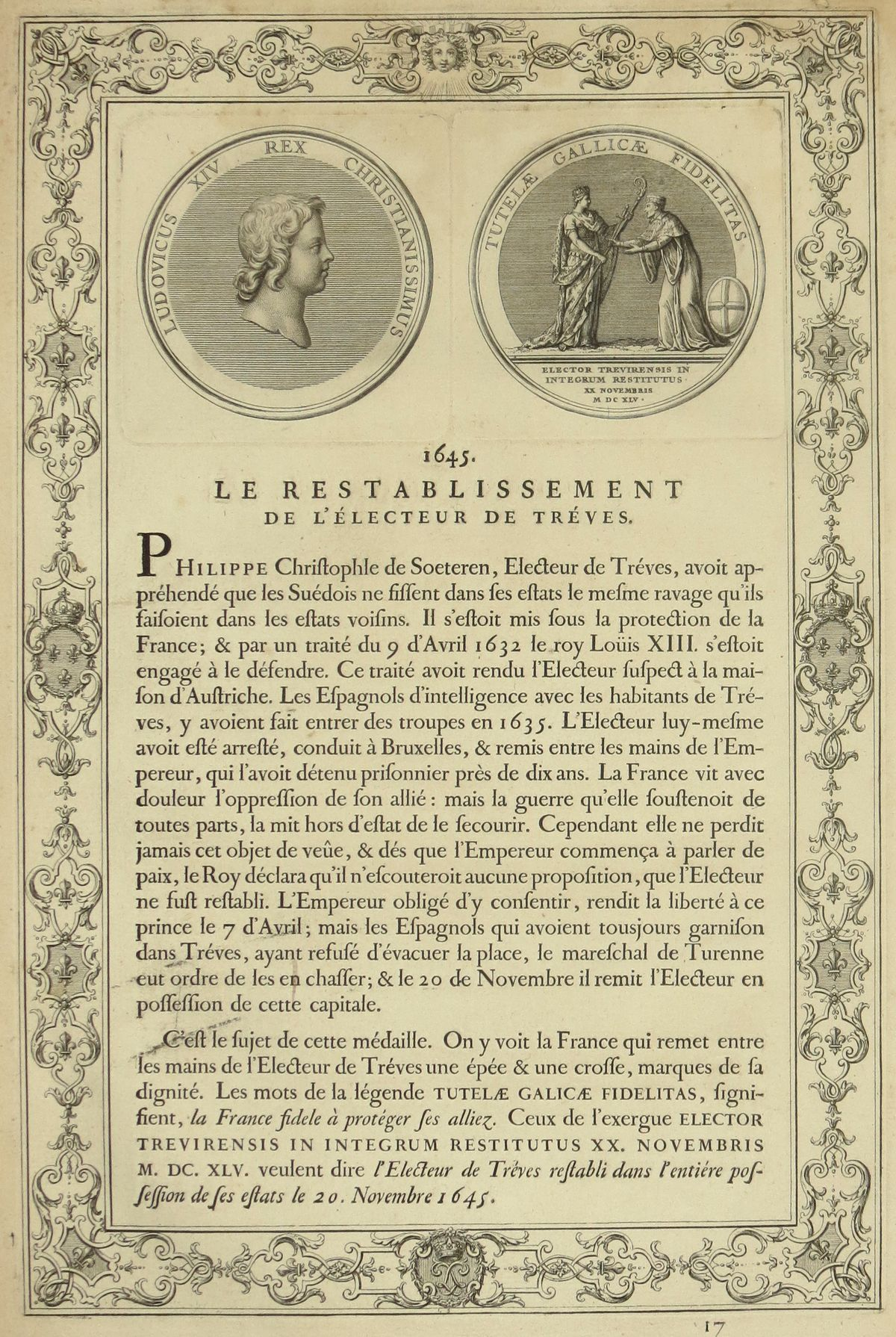
Document relatant la création de la médaille commémorant le rétablissement de l'Électeur de Trèves par Louis XIV en 1645, extrait de "Médailles sur les principaux évènements du règne entier de Louis le Grand, avec des explications historiques." par "Académie des inscriptions et belles-lettres" 1723

Afin de s'affranchir de la tutelle de plus en plus impopulaire de leur archevêque, les habitants de l'archevêché de Trèves, menés par le Chancelier Jean von Anethan, en appelèrent à l'empereur. Des troupes venues des Pays-Bas espagnols vinrent occuper en 1630 la capitale de l'archevêché. 
C'est alors que Sötern conclut en 1631 un traité de neutralité avec la Suède et la France et leur offrit la possibilité de tenir garnison dans les forteresses de Ehrenbreitstein et Philippsburg. Ehrenbreitstein, juste en face de Coblence où se trouvait la résidence électorale de Trèves avait une importance stratégique majeure sur le Rhin.  Les troupes Françaises pénètrèrent en 1632 dans l'Electorat et reprirent Trèves pour le compte du roi. Le cardinal de Richelieu y voyait une occasion d'intervention indirecte dans le collège électoral de l'Empire et de se rendre favorable la Suède et les opposants protestants de l'empereur.
De plus, Sötern appuya en 1634 la candidature de Richelieu au poste d’évêque-coadjuteur de son archevêché, et donc à sa succession quasiment assurée à son propre poste. Ceci aurait considérablement renforcé l’influence et la position de la France en Rhénanie et menacé de la manière la plus directe la voie de communication hautement stratégique que constituait la Moselle entre les possessions des Habsbourg aux Pays-Bas espagnols et en Allemagne méridionale. En outre, par ce stratagème, la France aurait pu s’assurer une place au sein du collège électoral du Saint-Empire...
Des troupes impériales et espagnoles vinrent à nouveau occuper Trèves et en 1635, l'archevêque fut arrêté avant d’être emprisonné pendant dix ans, à Linz en Autriche. Cette arrestation était le prétexte recherché par Richelieu qui déclara la guerre à l’Espagne. Avec l’accord de l’empereur, le chapitre de la cathédrale prit en mains l’administration des territoires relevant de l’archevêque. Lorsque ce dernier fut relâché, sous la pression du cardinal Mazarin qui gouvernait pendant la régence au nom du Roi Louis XIV, le 7 avril 1645, il tenta de faire détacher l’archevêché de Trèves du Saint-Empire romain germanique. Pour ce faire, il entama des négociations secrètes avec la France mais celles-ci furent sans effet.
Après son retour, sa réconciliation quelque peu forcée avec son chapitre cathédral fut mise à mal lorsqu’il nomma de son propre chef un chanoine curé de la cathédrale et évêque-coadjuteur, peu de temps avant sa mort. Le chapitre fit choix d’un autre successeur en la personne de Charles-Gaspard von der Leyen.